# Abraham Gustafschöld
Abraham Gustafschöld, före adlandet Hellichius, född 6 januari 1723 i Allerums församling, död 26 oktober 1792 i Kristianstad, var en svensk militär.

## Biografi
Abraham Gustafschöld var son till kyrkoherden i Allerum och Fleninge Olof Håkansson Hellichius och Katarina Dryselius. Trots att både möderne och fädernesläkten var ansedda prästsläkter, valde han en militär karriär och ingick 1741 som volontär vid Kronprinsens regemente. Genom penningunderstöd av överste Otto Adrian Berg von Linde, med vars dotter han en tid var förlovad, kom han ur underofficersgraden och gick i fransk tjänst. 
Under pommerska kriget utnämndes han 1759 till kapten för nämnda regemente, och låg med det samma förlagd i Kristianstad, då Johan Christopher Toll 21 januari 1772 kom dit för att förbereda Gustav III:s statskupp. 
Abraham Gustafschöld ställde sig helt på kungens sida och tog 12 augusti som befälhavare för den 300 man starka garnisonen kontrollen över staden och utfärdade en proklamation där han under sitt och stadens namn uppsade de så kallade riksens ständer all tro och lydnad, emedan de hade sönderslitit alla rättvisans och billighetens band, därigenom att de ej fogat några anstalter, att förekomma den hungersnöd, som tryckte de flesta rikets provinser, att de låtit näringar, handel och penningerörelse förfalla, förstört den allmänna och hvars och ens enskilda säkerhet och kränkt konungens lagliga makt. 
När kunskaper om hans tilltag inkom till Stockholm, beslutade ständerna att skicka trupper mot Kristianstad, men statskuppen 19 augusti hindrade planernas fullföljande. 
Efter kuppen adlades Hellichius med namnet Gustafschöld för sina insatser och övertog chefskapet för regementet, som senare kom att kallas Konungens eget värvade regemente. År 1778 befordrades Gustafsschöld till generalmajor och 1792 till generallöjtnant.

## Utmärkelser[1]
- Riddare av Svärdsorden - 23 november 1767
- Adlad - 13 september 1772 efter Gustav III:s statsvälvning

## Bilder

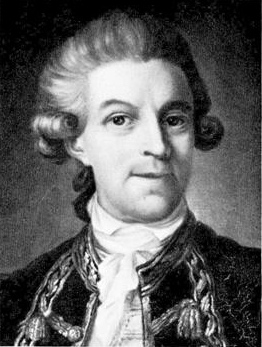
Gustafschöld avporträtterad i Uniform m/1779 för en general. Avporträtterad av Lorens Pasch den yngre ca 1785.